# Famine de 2021 à Madagascar
À la mi-2021, une grave sécheresse dans le sud de Madagascar a provoqué l'insécurité alimentaire ou la famine chez des centaines de milliers de personnes, certains estimant qu'elles étaient plus d'un million. Certaines organisations ont attribué cette situation à l'impact du changement climatique et à la gestion de la pandémie de COVID-19 dans le pays.

## Contexte
Madagascar est fréquemment exposée à de graves événements  et climatiques extrêmes. Entre 1980 et 2013, Madagascar a connu 63 catastrophes naturelles majeures, dont des cyclones, des inondations, de graves sécheresses, des tremblements de terre, des épidémies et une « invasion de criquets aux proportions bibliques ». En 2020, l'UNICEF avait déjà exprimé ses préoccupations concernant la malnutrition à Madagascar, estimant que 42 % des enfants de moins de cinq ans souffraient de malnutrition. En juin 2021, la région sud de Madagascar a été frappée par la pire sécheresse depuis 40 ans,. La situation s'aggrave encore parce que les habitants de la région sont de petits exploitants agricoles et dépendent de leur propre agriculture et de leurs propres repas. Fin juin 2021, David Beasley, chef du Programme alimentaire mondial (PAM), une agence des Nations unies, a averti qu'une famine « catastrophique » frappait la région et le PAM a demandé 78,6 millions de dollars d'aide immédiate. Un autre fonctionnaire du PAM a déclaré que la situation était la deuxième pire crise alimentaire qu'il ait vue de sa vie, après la famine de 1998 à Bahr el Ghazal, dans l'actuel Soudan du sud.
Un premier rapport réalisé en juin 2021 par l'école d'infirmières de l'université Duke a révélé que les trois quarts des cultivateurs de vanille de la région Sava, dans le nord de Madagascar, souffraient également d'insécurité alimentaire en raison des fluctuations du marché de la vanille et des catastrophes naturelles, ce qui pourrait indiquer que la crise alimentaire s'étend à d'autres régions de Madagascar.

## Causes et événements
Les causes de la sécheresse et de la crise alimentaire qui s'est ensuivie ont été attribuées au manque de pluie qui a lieu habituellement en novembre et décembre et à la réduction de moitié des précipitations habituelles en octobre 2020. Les scènes de la crise alimentaire ont été décrites comme « horribles » et la Banque mondiale a déclaré que le changement climatique avait aggravé la situation. Le PAM a également signalé que l'impact de la pandémie de COVID-19 dans le pays a entraîné la fermeture des marchés et empêché les travailleurs migrants de trouver du travail.
Fin juin 2021, le PAM a signalé que 75% des enfants avaient abandonné l'école et mendiaient ou cherchaient de la nourriture. D'intenses tempêtes de poussière ont encore aggravé la situation. Les agences humanitaires ont également mis en garde contre les pénuries d'eau et le fait qu'une conduite d'eau inaugurée par l'UNICEF et le gouvernement de Madagascar en 2019 ne parvenait pas à fournir de l'eau douce à certaines parties du sud, obligeant les gens à se déplacer à plus de 15 kilomètres pour trouver de l'eau.
Le 23 juin 2021, le PAM a indiqué que les gens mangeaient de la boue et que 500 000 personnes « frappaient aux portes de la famine » tandis que 800 000 autres s'y dirigeaient directement.
Le 30 juin 2021, le PAM a déclaré qu'une famine « biblique » approchait dans plusieurs pays d'Afrique, notamment à Madagascar, et que la variante Delta du SRAS-CoV-2 « avait un impact plus important dans les nations à faible revenu et sous-développées dans le cadre d'une pandémie mondiale ». Des rapports font état de personnes mangeant des fruits de cactus  rouges crus (raketa en langue locale), des feuilles sauvages et des sauterelles pendant des mois. Dans le même temps, le bureau de la coordination des affaires humanitaires (OCHA) a mis en garde contre la "malnutrition sévère" de 130 000 enfants malgaches âgés de cinq ans ou moins, d'ici début juin 2021. Le 1er juillet 2021, les agences de l'ONU ont signalé que dans les villages du sud, les habitants avaient dû se résoudre à manger des cendres mélangées à du tamarinier et à du cuir de chaussure.
L'organisation SEED Madagascar, basée au Royaume-Uni, a rapporté que les gens se nourrissent de « cactus, de plantes des marais et d'insectes », tout en signalant que les mères mélangent de l'argile et des fruits pour nourrir leur famille. Des estomacs gonflés et des enfants souffrant de retards de croissance ont également été signalés par l'organisation comme des symptômes de malnutrition chronique.
Les médias locaux ont déclaré que sur les 2,5 millions de personnes qui vivent dans les districts du sud de Madagascar, environ 1,2 million souffrent déjà d'insécurité alimentaire, tandis que 400 000 autres sont dans une situation critique de famine, citant des préoccupations égales à celles des organisations internationales telles que le changement climatique, COVID-19 et l'instabilité politique dans le pays.
Selon d'autres sources, d'octobre 2020 à avril 2021, au moins 750 000 personnes par mois ont reçu une aide alimentaire d'urgence et des transferts en espèces de la part du gouvernement. Parmi ces personnes, 12 000 enfants âgés de 6 à 23 mois ont été aidés. Les femmes enceintes et allaitantes ont également eu besoin de suppléments nutritionnels et d'aliments enrichis, dans quatre districts critiques du sud. Les médias ont également indiqué que depuis le début de l'année 2021, environ 56 000 enfants âgés de 2 à 5 ans ont été traités pour malnutrition modérée.
Le 14 juillet 2021, un rapport gouvernemental a été publié, avec la collaboration de l'éminent universitaire et professeur Hanta Vololontiana. Le rapport indique que le taux de malnutrition chronique est en baisse et que l'objectif du gouvernement est de réduire la prévalence de cette condition de 47,3% à moins de 38% et de maintenir le taux de malnutrition aiguë chez les enfants de moins de cinq ans à moins de 5%. Le gouvernement a également fait état d'un programme visant à intégrer l'agriculture, l'élevage, la pêche, l'eau, l'assainissement et l'hygiène, la protection sociale, l'éducation, l'environnement et la recherche scientifique par le biais de la nutrition spécifique, de la nutrition sensible et de la gouvernance.
Fin juillet 2021, cependant, la situation était décrite comme une « famine » par des médias tels qu'Al Jazeera et le magazine Time. Al Jazeera a publié l'histoire d'une femme implorant une aide désespérée pour sa fille de cinq ans dans la région d'Anosy, à l'extrême sud de Madagascar. Le Time a également cité le chef du PAM, M. Beasley, qui a décrit la crise comme étant « causée par le changement climatique » et la première de l'histoire moderne à être causée par un tel phénomène,. Il a également prévenu que la situation allait s'aggraver.
M. Beasley a également ajouté que les enfants malgaches n'ont pas l'« énergie de pleurer » et a comparé les scènes à un « film d'horreur », affirmant que la situation que connaît actuellement Madagascar est pire que celles qu'il a vues en République centrafricaine, en République démocratique du Congo, en République du Congo et au Soudan.
Les Nations unies ont continué à surveiller la situation en juillet 2021, déclarant que le nombre d'enfants de moins de cinq ans souffrant de problèmes nutritionnels permanents avait augmenté pour atteindre un demi-million et que plus de 110 000 d'entre eux souffraient de « malnutrition aiguë et sévère ».
En août 2021, la crise alimentaire a été attribuée comme étant la première famine causée par le changement climatique et non par un conflit, selon Shelley Thakral, fonctionnaire du PAM,,. L'affirmation selon laquelle la famine serait due au changement climatique a été contredite par une étude publiée le 1er décembre 2021 par une équipe de chercheurs du World Weather Attribution.

## Réactions et réponses

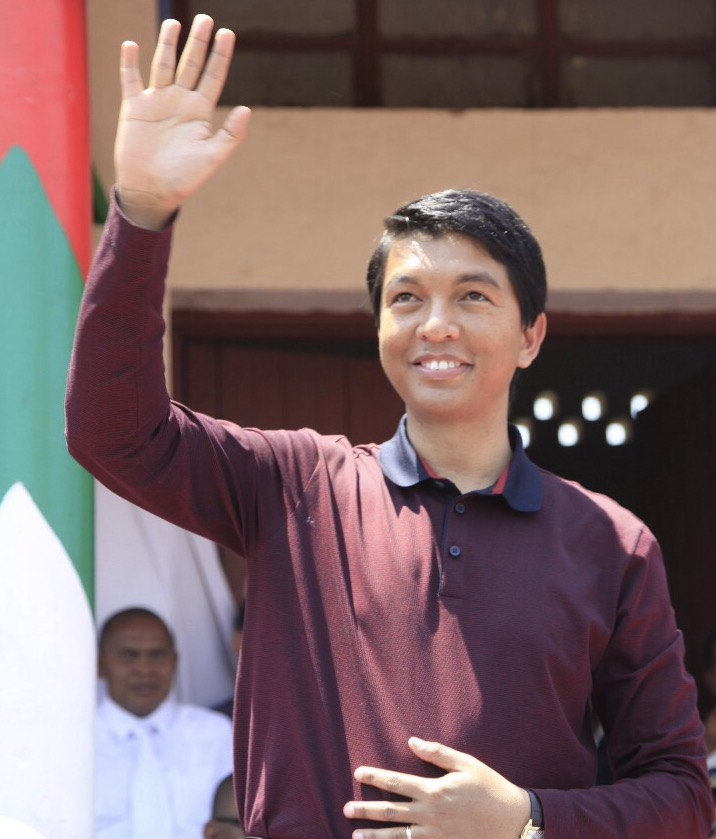
Le gouvernement du président Andry Rajoelina a reçu des critiques à propos de cette situation, un journaliste l'ayant confronté à cette question lors d'une conférence de presse.

Plusieurs agences et gouvernements ont promis d'aider Madagascar à lutter contre la famine et la crise alimentaire qui s'annoncent. Le gouvernement malgache a promis de l'aide avec le soutien des Nations unies et du PAM, dans le but d'aider 1,14 million de Malgaches au bord de la famine. Les dirigeants du groupe G20 ont également discuté de la situation et se sont engagés à faire davantage pour aider les personnes souffrant de la faim dans le monde et pour lutter contre le changement climatique. Le ministre italien des affaires étrangères, Luigi Di Maio, a donné une conférence sur la question. Le G20 a également annoncé la « Déclaration de Matera », un appel à faire davantage pour lutter contre l'insécurité alimentaire. Le gouvernement des États-Unis a promis une aide supplémentaire de 40 millions de dollars en juin pour lutter contre la faim dans le sud de Madagascar lors d'une annonce faite par l'ambassadeur des États-Unis à Madagascar, Michael Pelletier, en compagnie du président malgache Andry Rajoelina. L'ambassadeur a également exhorté le gouvernement à aider son peuple,. Le gouvernement de la Corée du Sud a promis une aide humanitaire de 200 000 dollars à Madagascar.
François Gemenne, chercheur en environnement aux Nations unies et à l'Université de Liège, a déclaré que la famine qui s'annonce à Madagascar n'est pas entièrement due au changement climatique, en donnant l'exemple que l'impact de ce problème ne provoquerait pas de famine en France. Il a plutôt évoqué des raisons politiques, comme l'instabilité politique qui règne à Madagascar depuis des années.
Le gouvernement a également publié un décret accordant à 15 000 ménages du gaz butane et un kit de poêle gratuit pour remplacer les autres ressources. Le gaz butane, auparavant considéré comme un luxe, sera disponible en tant qu'alternative de substitution énergétique par rapport au charbon de bois.
Mark Jacobs, de l'organisation SEED Madagascar basée au Royaume-Uni, a également imputé la responsabilité de la famine au changement climatique et à la pandémie de COVID-19 et a mis en garde contre la hausse des prix de la nourriture dans les zones où l'organisation travaille dans le pays. M. Jacobs a également appelé les gens, en particulier les hommes d'affaires du Hertfordshire, où l'organisation est basée, à faire des dons et à aider à augmenter le budget de 100 000 £.
Médecins Sans Frontières (MSF) a commencé à mettre en place des cliniques mobiles dans le pays en mars 2021, en prévision de la sécheresse à venir. Selon l'organisation, elles se sont installées dans la ville d'Ambovombe, à l'extrémité sud du district d'Ambovombe, et ont aidé 4 339 personnes souffrant de différents niveaux de malnutrition. MSF a également prévenu que l'état des enfants malnutris s'aggravait encore en raison de maladies aggravantes comme le paludisme (qui touche 22% des jeunes patients), les infections respiratoires (18%) et les maladies diarrhéiques (14%). MSF a également commencé à traiter les soins aux patients hospitalisés.
Gaëlle Borgia, chercheuse d'investigation et journaliste, avait déclaré que les signes de la situation d'insécurité alimentaire étaient visibles bien avant 2020 et avait prévenu que si les autorités malgaches semblaient réticentes à admettre la situation, il était difficile d'ignorer les multiples alertes enregistrées depuis des mois, dont celle des Nations unies.
Le gouvernement du président Andry Rajoelina a reçu des critiques au sujet de la famine naissante, un journaliste l'ayant confronté lors d'une conférence de presse à Antananarivo.
Le 16 juillet 2021, lors d'un sommet des dirigeants africains, Rajoelina a plaidé auprès des dirigeants mondiaux pour qu'ils agissent sur le changement climatique en faisant référence à la situation dans le sud de Madagascar. Il a également indiqué qu'un représentant de l'ONU et l'ambassadeur suisse à Madagascar avaient récemment visité Ambovombe pour constater la situation.
Un rapport de juillet 2021 indique que si « aucune mesure n'est prise », la situation va atteindre un pic d'ici janvier 2022 et s'aggraver considérablement entre octobre et décembre 2021, en raison de l'insuffisance des stocks alimentaires et de l'inflation causée par le COVID-19. Le rapport prévoit également que plus de 500 000 personnes seront en phase 4 de malnutrition.
Le 19 juillet 2021, Rajoelina a appelé à un « changement radical et durable » lors d'un sommet de l'Association internationale de développement à Abidjan, en Côte d'Ivoire. M. Rajoelina a critiqué les responsables du changement climatique en déclarant que « mes compatriotes du Sud paient un lourd tribut à la crise climatique à laquelle ils n'ont pas participé » et a promis une aide accrue au Sud et l'émancipation des femmes.
Le Secrétaire général des Nations unies, António Guterres, a également lancé un appel à l'aide aux Malgaches sur les médias sociaux.
Fin juillet 2021, l'ambassade des États-Unis a encore étendu son aide par l'intermédiaire de l'USAID à plus de 100 000 personnes dans le sud, en fournissant de la nourriture aux enfants et aux femmes enceintes confrontés à la malnutrition. L'ambassade a également fait don de 7,5 millions de dollars supplémentaires.
Les évêques catholiques allemands ont demandé de l'aide pour les enfants du sud de Madagascar, l'archevêque Ludwig Schick dirigeant les efforts de sensibilisation à la situation de famine dans le pays.
Fin août 2021, un coordinateur résident des Nations unies pour Madagascar, Issa Sanogo, a prévenu que la situation était toujours critique et a averti que « la saison de la faim arrive ». Il a également déclaré que 500 000 enfants supplémentaires étaient en danger dans un avenir proche. Les Nations unies ont réitéré leur avertissement selon lequel le pays est au bord d'une « crise humanitaire ».
En novembre 2021, ABC World News Tonight s'est rendu dans la région, avec le présentateur David Muir en reportage sur place. À la suite de la diffusion du reportage, environ 22 000 donateurs ont versé 2,7 millions de dollars d'aide, qui seront directement versés au PAM pour l'aider sur le terrain.
En octobre 2022, l'UNICEF a contribué avec 23 millions de dollars pour les enfants souffrant de la famine, qui a continué dans le sud, avec un tiers de la population souffrant de la catastrophe, selon des chercheurs cités par le Financial Times.